# Arrondissement de Nimègue
L'arrondissement de Nimègue est une ancienne subdivision administrative française du département des Bouches-du-Rhin créée le 24 avril 1810 et supprimée le 11 avril 1814.

## Composition
Il comprenait les cantons de Boxmeer, Druten, Grave, Nimègue, Ravenstein et Wijchen.

## Sous-préfet(s)
- Le père de Louis de Bonnechose, Louis-Gaston de Bonnechose, ancien page de Louis XVI, lieutenant-colonel émigré sous la Terreur, est en poste à Nimègue[1].